# Regija Sofia
Regija Sofia je jedna od 22 dvije regije Madagaskara, čiji je glavni grad Antsohihi, nazvana po istoimenoj velikoj rijeci Sofiji. 

## Geografske i klimatske karakteristike
Regija Sofia nalazi se na sjeveroistoku Madagaskara, sa sjevera graniči s Regijom Diana, sa sjeveroistoka s Regijom Sava, s istoka regijom Analanjirofo, s jugoistoka regijom Alaotra-Mangoro, s juga regijom Betsiboka i s jugozapada s regijom Boeny. Broj stanovnika procjenjen je 2004. na 940 800, a ukupna površina na 52 504 km².
Regija Sofia podjeljena je na sedam okruga: 
- Analalava,
- Antsohihi,
- Bealanana,
- Befandriana,
- Borizini,
- Mampikoni i
- Mandritsara

## Vanjske poveznice
- Službene stranice Pokrajine Sofia  Arhivirana inačica izvorne stranice od 1. prosinca 2017. (Wayback Machine) (fr.)